# Miagrammopes cubanus
Espèce
Miagrammopes cubanus est une espèce d'araignées aranéomorphes de la famille des Uloboridae.

## Distribution
Cette espèce est endémique de Cuba.

## Étymologie
Son nom d'espèce lui a été donné en référence au lieu de sa découverte, Cuba.

## Publication originale
- Banks, 1909 : Arachnida of Cuba. Estación Central Agronómica de Cuba, Second Report, II, p. 150-174.